# Verbund
Verbund est une entreprise autrichienne d'électricité dont les actions sont incluses dans l'indice Austrian Traded Index (ATX). Elle était jusqu'à fin 2011 partenaire et actionnaire principal du français Poweo.

## Historique
En juin 2009, Charles Beigbeder vend sa participation dans Poweo (13,4%) à Verbund AG qui détenait déjà 30% du groupe énergétique français,. Cette année-là, Verbund AG rachète les centrales électriques de Pont-sur-Sambre et de Toul pour 650 millions d'euros.
En octobre 2014, Verbund AG revend ses deux usines françaises et sort du marché hexagonal.
En décembre 2019, avec OMV, Verbund AG lance la construction de la plus grande centrale photovoltaïque en Autriche. En avril 2020, Verbund AG ferme la dernière centrale électrique à charbon d'Autriche.

## Collection d'art contemporain
Dans les années 2000, l'entreprise Verbund a besoin de se faire connaître du grand public. Elle fait le choix de créer une collection d'art contemporain. En 2004, le conseil d'administration charge Gabriele Schor d'élaborer la collection Verbund.